# Кошаркашка репрезентација Црне Горе
Кошаркашка репрезентација Црне Горе представља Црну Гору на међународним кошаркашким такмичењима. Црна Гора се до 2006. такмичила као део Југославије/Србије и Црне Горе.
Прву утакмицу репрезентација Црне Горе одиграла је против репрезентације Босне и Херцеговине 13. августа 2008. у Подгорици.. Прве такмичарске утакмице Црна Гора је играла у оквиру Европског првенства Б дивизије 2009. после којих је изборила пласман у А дивизију.

## Учешћа на међународним такмичењима

### Олимпијске игре(0)
Није учествовала

### Светско првенство(2)
| Година | Домет            | Ут.              | Доб.             | Изг.             | Позиција         |
| ------ | ---------------- | ---------------- | ---------------- | ---------------- | ---------------- |
| 2010.  | Није учествовала | Није учествовала | Није учествовала | Није учествовала | Није учествовала |
| 2014.  | Није учествовала | Није учествовала | Није учествовала | Није учествовала | Није учествовала |
| 2019.  | Прва фаза        | 5                | 1                | 4                | 25.              |
| 2023.  | Друга фаза       | 5                | 3                | 2                | 11.              |
| Укупно | —                | 10               | 4                | 6                | —                |

### Европско првенство(4)
| Година | Домет            | Ут.              | Доб.             | Изг.             | Позиција         |
| ------ | ---------------- | ---------------- | ---------------- | ---------------- | ---------------- |
| 2007.  | Није учествовала | Није учествовала | Није учествовала | Није учествовала | Није учествовала |
| 2009.  | Није учествовала | Није учествовала | Није учествовала | Није учествовала | Није учествовала |
| 2011.  | Прва фаза        | 5                | 1                | 4                | 21.              |
| 2013.  | Прва фаза        | 5                | 2                | 3                | 17.              |
| 2015.  | Није учествовала | Није учествовала | Није учествовала | Није учествовала | Није учествовала |
| 2017.  | Осмина финала    | 6                | 3                | 3                | 13.              |
| 2022.  | Осмина финала    | 6                | 3                | 3                | 13.              |
| Укупно | —                | 22               | 9                | 13               | —                |

### Списак званичних утакмица
Победа
      Пораз
| Датум      | Противник           | Резултат | Домаћин        | Публика | Такмичење                                                   |
| ---------- | ------------------- | -------- | -------------- | ------- | ----------------------------------------------------------- |
| 06.09.2008 | Холандија           | 70:63    | Алмере         | 1,500   | Европско првенство 2009 – Б дивизије                        |
| 13.09.2008 | Аустрија            | 96:73    | Подгорица      | 3,000   | Европско првенство 2009 – Б дивизије                        |
| 17.09.2008 | Исланд              | 80:66    | Рејкјавик      | 1,000   | Европско првенство 2009 – Б дивизије                        |
| 20.09.2008 | Данска              | 96:60    | Подгорица      | 3,000   | Европско првенство 2009 – Б дивизије                        |
| 15.08.2009 | Холандија           | 93:68    | Подгорица      | 3,500   | Европско првенство 2009 – Б дивизије                        |
| 22.08.2009 | Аустрија            | 86:63    | Оберварт       | 1,500   | Европско првенство 2009 – Б дивизије                        |
| 26.08.2009 | Исланд              | 102:58   | Подгорица      | 2,500   | Европско првенство 2009 – Б дивизије                        |
| 29.08.2009 | Данска              | 82:65    | Фарум          | 1,400   | Европско првенство 2009 – Б дивизије                        |
| 05.09.2009 | Шведска             | 70:50    | Норћепинг      | 4,000   | Европско првенство 2009 – Б дивизије                        |
| 09.09.2009 | Шведска             | 88:71    | Подгорица      | 2,500   | Европско првенство 2009 – Б дивизије                        |
| 02.08.2010 | Летонија            | 96:66    | Подгорица      | 4,000   | Квалификације за Европско првенство у кошарци 2011.         |
| 05.08.2010 | Финска              | 74:60    | Ванта          | 2,000   | Квалификације за Европско првенство у кошарци 2011.         |
| 11.08.2010 | Италија             | 71:62    | Бијело Поље    | 3,500   | Квалификације за Европско првенство у кошарци 2011.         |
| 14.08.2010 | Израел              | 73:77    | Тел Авив       | 11,000  | Квалификације за Европско првенство у кошарци 2011.         |
| 17.08.2010 | Летонија            | 90:84    | Рига           | 4,000   | Квалификације за Европско првенство у кошарци 2011.         |
| 20.08.2010 | Финска              | 91:71    | Бар            | 3,000   | Квалификације за Европско првенство у кошарци 2011.         |
| 26.08.2010 | Италија             | 71:72    | Бари           | 3,500   | Квалификације за Европско првенство у кошарци 2011.         |
| 29.08.2010 | Израел              | 79:69    | Подгорица      | 5,000   | Квалификације за Европско првенство у кошарци 2011.         |
| 31.08.2011 | Македонија          | 70:65    | Алитус         | 1,000   | Европско првенство у кошарци 2011.                          |
| 01.09.2011 | Босна и Херцеговина | 86:94    | Алитус         | 1,000   | Европско првенство у кошарци 2011.                          |
| 03.09.2011 | Хрватска            | 81:87    | Алитус         | 2,500   | Европско првенство у кошарци 2011.                          |
| 04.09.2011 | Грчка               | 55:71    | Алитус         | 2,000   | Европско првенство у кошарци 2011.                          |
| 05.09.2011 | Финска              | 65:71    | Алитус         | 1,500   | Европско првенство у кошарци 2011.                          |
| 15.08.2012 | Израел              | 75:69    | Подгорица      | 4,000   | Квалификације за Европско првенство у кошарци 2013.         |
| 18.08.2012 | Србија              | 73:71    | Београд        | 18,000  | Квалификације за Европско првенство у кошарци 2013.         |
| 21.08.2012 | Естонија            | 77:64    | Талин          | 6,000   | Квалификације за Европско првенство у кошарци 2013.         |
| 24.08.2012 | Исланд              | 85:67    | Никшић         | 4,200   | Квалификације за Европско првенство у кошарци 2013.         |
| 27.08.2012 | Словачка            | 94:81    | Љевице         | 1,000   | Квалификације за Европско првенство у кошарци 2013.         |
| 30.08.2012 | Израел              | 81:76    | Тел Авив       | 10,000  | Квалификације за Европско првенство у кошарци 2013.         |
| 02.09.2012 | Србија              | 72:62    | Подгорица      | 5,500   | Квалификације за Европско првенство у кошарци 2013.         |
| 05.09.2012 | Естонија            | 76:67    | Подгорица      | 4,500   | Квалификације за Европско првенство у кошарци 2013.         |
| 08.09.2012 | Исланд              | 101:92   | Рејкјавик      | 1,200   | Квалификације за Европско првенство у кошарци 2013.         |
| 11.09.2012 | Словачка            | 80:48    | Подгорица      | 4,000   | Квалификације за Европско првенство у кошарци 2013.         |
| 04.09.2013 | Македонија          | 81:80    | Јесенице       | 2,400   | Европско првенство у кошарци 2013.                          |
| 05.09.2013 | Летонија            | 72:73    | Јесенице       | 1,600   | Европско првенство у кошарци 2013.                          |
| 06.09.2013 | Босна и Херцеговина | 70:76    | Јесенице       | 2,500   | Европско првенство у кошарци 2013.                          |
| 07.09.2013 | Литванија           | 70:77    | Јесенице       | 3,000   | Европско првенство у кошарци 2013.                          |
| 09.09.2013 | Србија              | 83:76    | Јесенице       | 4,500   | Европско првенство у кошарци 2013.                          |
| 10.08.2014 | Израел              | 100:97   | Никозија       | 400     | Квалификације за Европско првенство у кошарци 2015.         |
| 13.08.2014 | Бугарска            | 70:64    | Подгорица      | 2,000   | Квалификације за Европско првенство у кошарци 2015.         |
| 17.08.2014 | Холандија           | 60:65    | Подгорица      | 2,200   | Квалификације за Европско првенство у кошарци 2015.         |
| 20.08.2014 | Израел              | 65:80    | Подгорица      | 4,200   | Квалификације за Европско првенство у кошарци 2015.         |
| 24.08.2014 | Бугарска            | 84:73    | Софија         | 500     | Квалификације за Европско првенство у кошарци 2015.         |
| 27.08.2014 | Холандија           | 55:68    | Лајден         | 2,500   | Квалификације за Европско првенство у кошарци 2015.         |
| 02.06.2015 | Луксембург          | 85:58    | Рејкјавик      | 500     | Европско првенство за мале државе 2015.                     |
| 04.06.2015 | Андора              | 89:69    | Рејкјавик      | 300     | Европско првенство за мале државе 2015.                     |
| 06.06.2015 | Исланд              | 102:84   | Рејкјавик      | 1,000   | Европско првенство за мале државе 2015.                     |
| 31.08.2016 | Словачка            | 97:65    | Подгорица      | 4,000   | Квалификације за Европско првенство у кошарци 2017.         |
| 03.09.2016 | Албанија            | 113:73   | Тирана         | 1,200   | Квалификације за Европско првенство у кошарци 2017.         |
| 07.09.2016 | Грузија             | 76:74    | Тбилиси        | 9,800   | Квалификације за Европско првенство у кошарци 2017.         |
| 10.09.2016 | Словачка            | 99:62    | Њитра          | 2,000   | Квалификације за Европско првенство у кошарци 2017.         |
| 14.09.2016 | Албанија            | 94:56    | Бар            | 2,200   | Квалификације за Европско првенство у кошарци 2017.         |
| 17.09.2016 | Грузија             | 84:90    | Бар            | 3,000   | Квалификације за Европско првенство у кошарци 2017.         |
| 30.05.2017 | Луксембург          | 79:57    | Серавале       | 200     | Европско првенство за мале државе 2017.                     |
| 31.05.2017 | Андора              | 90:49    | Серавале       | 100     | Европско првенство за мале државе 2017.                     |
| 01.06.2017 | Кипар               | 71:81    | Серавале       | 300     | Европско првенство за мале државе 2017.                     |
| 02.06.2017 | Сан Марино          | 100:37   | Серавале       | 300     | Европско првенство за мале државе 2017.                     |
| 03.06.2017 | Исланд              | 86:61    | Серавале       | 100     | Европско првенство за мале државе 2017.                     |
| 01.09.2017 | Шпанија             | 60:99    | Клуж-Напока    | 2,300   | Европско првенство у кошарци 2017.                          |
| 02.09.2017 | Мађарска            | 72:48    | Клуж-Напока    | 2,500   | Европско првенство у кошарци 2017.                          |
| 04.09.2017 | Хрватска            | 72:76    | Клуж-Напока    | 2,000   | Европско првенство у кошарци 2017.                          |
| 05.09.2017 | Чешка               | 88:75    | Клуж-Напока    | 2,500   | Европско првенство у кошарци 2017.                          |
| 07.09.2017 | Румунија            | 86:69    | Клуж-Напока    | 3,500   | Европско првенство у кошарци 2017.                          |
| 10.09.2017 | Летонија            | 68:100   | Истанбул       | 1,000   | Европско првенство у кошарци 2017.                          |
| 24.11.2017 | Шпанија             | 66:79    | Подгорица      | 3,600   | Европске квалификације за Светско првенство у кошарци 2019. |
| 26.11.2017 | Белорусија          | 91:67    | Минск          | 2,000   | Европске квалификације за Светско првенство у кошарци 2019. |
| 23.02.2018 | Словенија           | 63:75    | Подгорица      | 3,000   | Европске квалификације за Светско првенство у кошарци 2019. |
| 26.02.2018 | Шпанија             | 67:79    | Сарагоса       | 8,600   | Европске квалификације за Светско првенство у кошарци 2019. |
| 28.06.2018 | Белорусија          | 80:69    | Никшић         | 2,000   | Европске квалификације за Светско првенство у кошарци 2019. |
| 01.07.2018 | Словенија           | 87:74    | Љубљана        | 5,000   | Европске квалификације за Светско првенство у кошарци 2019. |
| 14.09.2018 | Турска              | 69:79    | Анкара         | 10,000  | Европске квалификације за Светско првенство у кошарци 2019. |
| 17.09.2018 | Украјина            | 90:84    | Никшић         | 3,000   | Европске квалификације за Светско првенство у кошарци 2019. |
| 29.11.2018 | Летонија            | 84:75    | Рига           | 7,500   | Европске квалификације за Светско првенство у кошарци 2019. |
| 02.11.2018 | Турска              | 71:66    | Подгорица      | 3,500   | Европске квалификације за Светско првенство у кошарци 2019. |
| 22.02.2019 | Украјина            | 76:74    | Кијев          | 6,500   | Европске квалификације за Светско првенство у кошарци 2019. |
| 25.02.2019 | Летонија            | 74:80    | Подгорица      | 5,500   | Европске квалификације за Светско првенство у кошарци 2019. |
| 29.05.2019 | Кипар               | 99:56    | Бар            | 1,200   | Европско првенство за мале државе 2019.                     |
| 30.05.2019 | Исланд              | 92:86    | Бар            | 700     | Европско првенство за мале државе 2019.                     |
| 31.05.2019 | Малта               | 97:84    | Бар            | 500     | Европско првенство за мале државе 2019.                     |
| 01.06.2019 | Луксембург          | 93:91    | Бар            | 1,000   | Европско првенство за мале државе 2019.                     |
| 01.09.2019 | Грчка               | 60:85    | Нанђинг        | 11,400  | Светско првенство у кошарци 2019.                           |
| 03.09.2019 | Нови Зеланд         | 83:93    | Нанђинг        | 3,308   | Светско првенство у кошарци 2019.                           |
| 05.09.2019 | Бразил              | 73:84    | Нанђинг        | 5,000   | Светско првенство у кошарци 2019.                           |
| 07.09.2019 | Турска              | 74:79    | Дунгуан        | 2,500   | Светско првенство у кошарци 2019.                           |
| 09.09.2019 | Јапан               | 80:65    | Дунгуан        | 3,000   | Светско првенство у кошарци 2019.                           |
| 21.02.2020 | Велика Британија    | 81:74    | Подгорица      | 5,000   | Квалификације за Европско првенство у кошарци 2021.         |
| 24.02.2020 | Француска           | 66:85    | Ла Рош сир Јон | 3,000   | Квалификације за Европско првенство у кошарци 2021.         |